# 穆尔达
穆尔达（德語：Mulda）是德国萨克森州的市镇，隶属于中萨克森县。总面积为43.14平方千米，截至2023年12月31日总人口为2,410人。